# Cantó de Saint-Paul-4
El cantó de Saint-Paul-4 és un cantó de l'illa de la Reunió, regió d'ultramar francesa de l'oceà Índic. Correspon a una fracció de la comuna de Saint-Paul.

## Història
| Data d'elecció | Identitat   | Partit |
| -------------- | ----------- | ------ |
| 2005 -         | Teddy Soret | UMP    |